# Matvej Petrovič Bronštejn
Matvej Petrovič Bronštejn (rusky Матвей Петрович Бронштейн; 19. listopadujul./ 2. prosince 1906greg. – 18. února 1938) byl sovětský teoretický fyzik. Byl průkopníkem kvantové gravitace, dále se zabýval astrofyzikou, fyzikou polovodičů, kvantovou elektrodynamikou a kosmologií. Napsal i několik knih popularizujících vědu pro děti.
Zavedl cGh schéma pro klasifikaci fyzikálních teorií. "Po vytvoření relativistické kvantové teorie bude naším úkolem rozvíjet další části našeho programu, které jsou sjednocení kvantové teorie (s konstantou h) a speciální teorie relativity (s konstantou c) a teorii gravitace (s konstantou G) do jedné teorie."
Jeho manželkou byla Lidija Čukovskaja, spisovatelka, prominentní aktivistka za lidská práva a přítelkyně Andreje Sacharova.
V průběhu Velké čistky byl Bronštejn v srpnu 1937 zatčen, v únoru 1938 byl odsouzen a ještě téhož dne popraven v leningradské věznici. Jeho ženě bylo oznámeno, že byl odsouzen na 10 let do gulagu bez práva korespondence.
Bronštejnovy knihy pro děti „Sluneční hmota“ (Солнечное вещество), „Paprsky X“ (Лучи X) a „Vynálezci rádia“ (Изобретатели радио) byly publikovány poté, co byl v roce 1957 rehabilitován.
Po Matveji Bronštejnovi je pojmenována cena pro mladé vědce v oboru smyčkové kvantové gravitace.

## Česká vydání
- Příběh prvku helium: (Sluneční hmota). Praha: Volná myšlenka, 1938. 111 - [I] s.